# Palazzo Davanzati
Palazzo Davanzati è un edificio storico del centro di Firenze, situato in via Porta Rossa 9 e affacciato sull'omonima piazza Davanzati. All'interno ospita Museo di Palazzo Davanzati, nato come Museo della Casa fiorentina antica.
Il palazzo appare nell'elenco redatto nel 1901 dalla Direzione Generale delle Antichità e Belle Arti, quale edificio monumentale da considerare patrimonio artistico nazionale.

## Storia

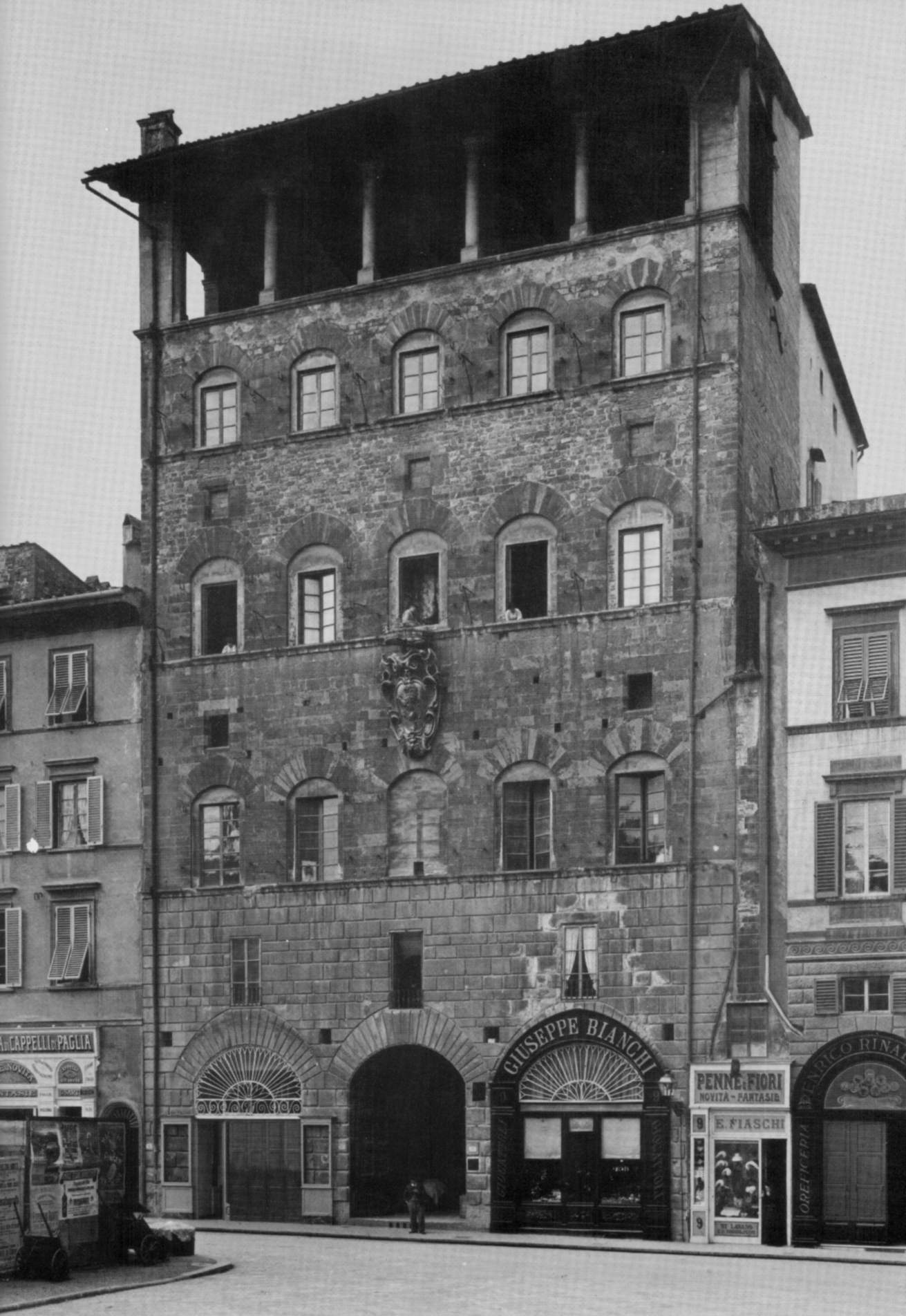
Il palazzo nel 1880, con le botteghe al piano terra

Il palazzo rappresenta un ottimo esempio di architettura residenziale fiorentina del Trecento, costruito verso la metà del secolo dalla famiglia Davizzi, mercanti benestanti dell'arte di Calimala (o dei Mercantanti). Fu residenza degli Ufficiali della Decima (l'ufficio che raccoglieva le denunce delle proprietà private per l'applicazione delle tasse), poi passò nel 1516 ai Bartolini, e da questi fu venduto nel 1578 a Bernardo Davanzati, famoso storico e letterato, la cui famiglia si estinse nel 1838. Il palazzo godette di un certo splendore alla fine del Settecento, quando ospitò l'Accademia degli Armonici, alla quale parteciparono compositori come Luigi Cherubini e Pietro Nardini.
Quando l'ultimo esponente dei Davanzati, Carlo, si suicidò nel 1838, l'immobile fu poco dopo suddiviso in più quartieri e soffrì, oltre a svariate manomissioni, di un progressivo abbandono, fatta eccezione per alcuni interventi di restauro promossi attorno al 1884 dalla proprietà Orfei. Nel 1902, una stanza del palazzo fu presa in affitto da Giovanni Papini e Giuseppe Prezzolini, insieme a Giovanni Costetti, Adolfo De Carolis, Alfredo Bona, Ernesto Macinai, Giuseppe Antonio Borgese, per fondarvi la rivista letteraria Il Leonardo, edita dalla Vallecchi,  di cui furono pubblicati venticinque fascicoli, dal 4 gennaio 1903 all'agosto 1907. Fu proprio Papini a testimoniare lo stato di degrado dell'edificio nelle pagine di Un uomo finito: «tutto sudicio e buio, colle scale mezze rovinate, i muri graffiati; i ballatoi murati a metà e il gran cortile pieno di svolte a sghembo, d'angoli pisciosi e di casse abbandonate». 

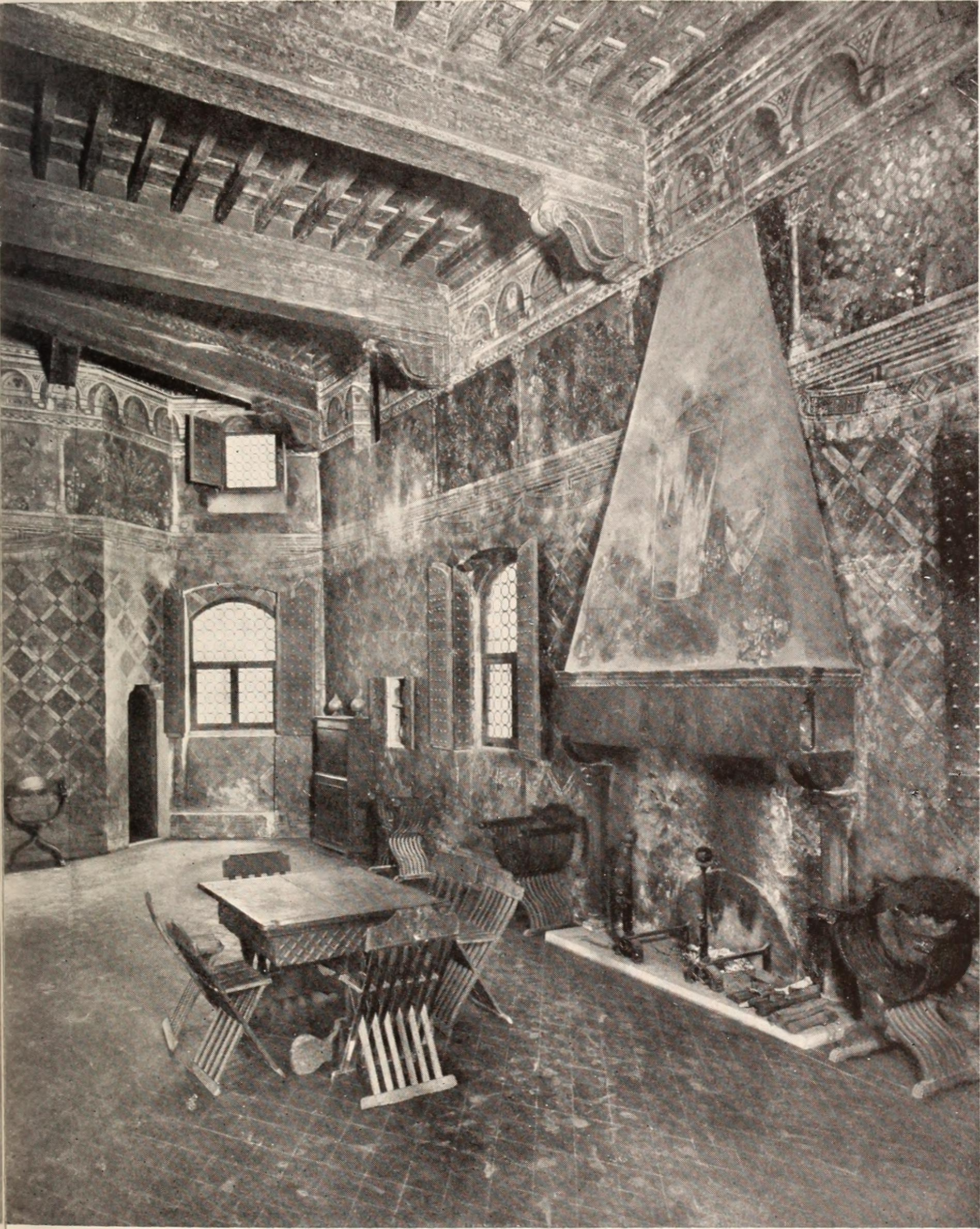
La sala dei Pappagalli nel catalogo della vendita a incanto del 1916

Nel 1904 l'immobile, scampato per poco alle demolizioni ottocentesche, fu acquistato dall'antiquario Elia Volpi che lo restaurò con complessi lavori durati cinque anni, esaltandone i caratteri propri della residenza trecentesca, arredandolo di conseguenza, in modo da costituire uno scenario adatto all'esposizione delle molte opere d'arte raccolte. Fu in questo periodo che vennero recuperate numerose decorazioni murali antiche, restaurate e integrate dal pittore Silvio Zanchi. Nel 1910 Volpi ne fece la sede della sua galleria antiquaria e lo aprì al pubblico per la prima volta come museo privato "della Casa Fiorentina antica", che fu subito molto amato dai collezionisti stranieri e dai viaggiatori, che spesso lo visitavano per prendere spunto per l'arredo delle loro abitazioni. Nel 1916 Volpi organizzò una memorabile asta a New York, dove vendette con grande profitto l'intero mobilio del palazzo: l'evento è ricordato come un'importante tappa per la diffusione del gusto neorinascimentale negli Stati Uniti.
Nel 1920 la casa era stata riarredata e di nuovo il mobilio fu oggetto di vendita nel 1924, ma questa volta invece di andare disperso venne acquistato dagli antiquari di origine egiziana Vitale e Leopoldo Bengujat, che affittarono anche l'edificio e di lì a poco lo acquistarono (1926), facilitati da una serie di sfortune commerciali del Volpi. Nel 1934 l'arredo venne venduto all'asta e acquistato dalla Spanish Art Gallery.
Successivamente, "allo scoppio della seconda guerra mondiale, il palazzo, oramai di proprietà di un gruppo antiquario londinese, fu requisito e dato in gestione al Monte dei Paschi: fu adibito a ufficio di carte annonarie e di controllo dei consumi del Comune di Firenze; ufficio impianti elettrici delle Ferrovie dello Stato; Commissione provinciale di Censura. Alla fine della guerra il palazzo venne reso al proprietario e tramite il conte Alessandro Contini Bonacossi venne acquistato dallo Stato nel 1951". 
Destinato a ospitare il Museo dell'Antica Casa Fiorentina, inaugurato nel 1956, il palazzo conobbe nuovi restauri diretti da Alfredo Barbacci, ed ebbe un nuovo arredamento per le cure di Filippo Rossi e Luciano Berti, vedendo qui confluire dipinti, arredi e oggetti d'uso domestico dal Museo Nazionale del Bargello, dalle Gallerie fiorentine e da donazioni di privati. 
A causa di gravi dissesti alla struttura il museo è stato chiuso nel 1995 e la fabbrica interessata da un complesso intervento di consolidamento diretto dall'architetto Laura Baldini e quindi da Fulvia Zeuli con la consulenza dell'ingegnere Leonardo Paolini, fino alla progressiva riapertura degli ambienti a partire dal 2007 fino al giugno 2009. 
Nell'insieme, nonostante i molti rimaneggiamenti, il palazzo rimane un esempio tra i più significativi delle dimore signorili fiorentine del Trecento, anche grazie ai serramenti, alle campanelle da cavallo e ai ferri di stanga, ovviamente frutto delle integrazioni moderne e comunque più che plausibili.

## Descrizione

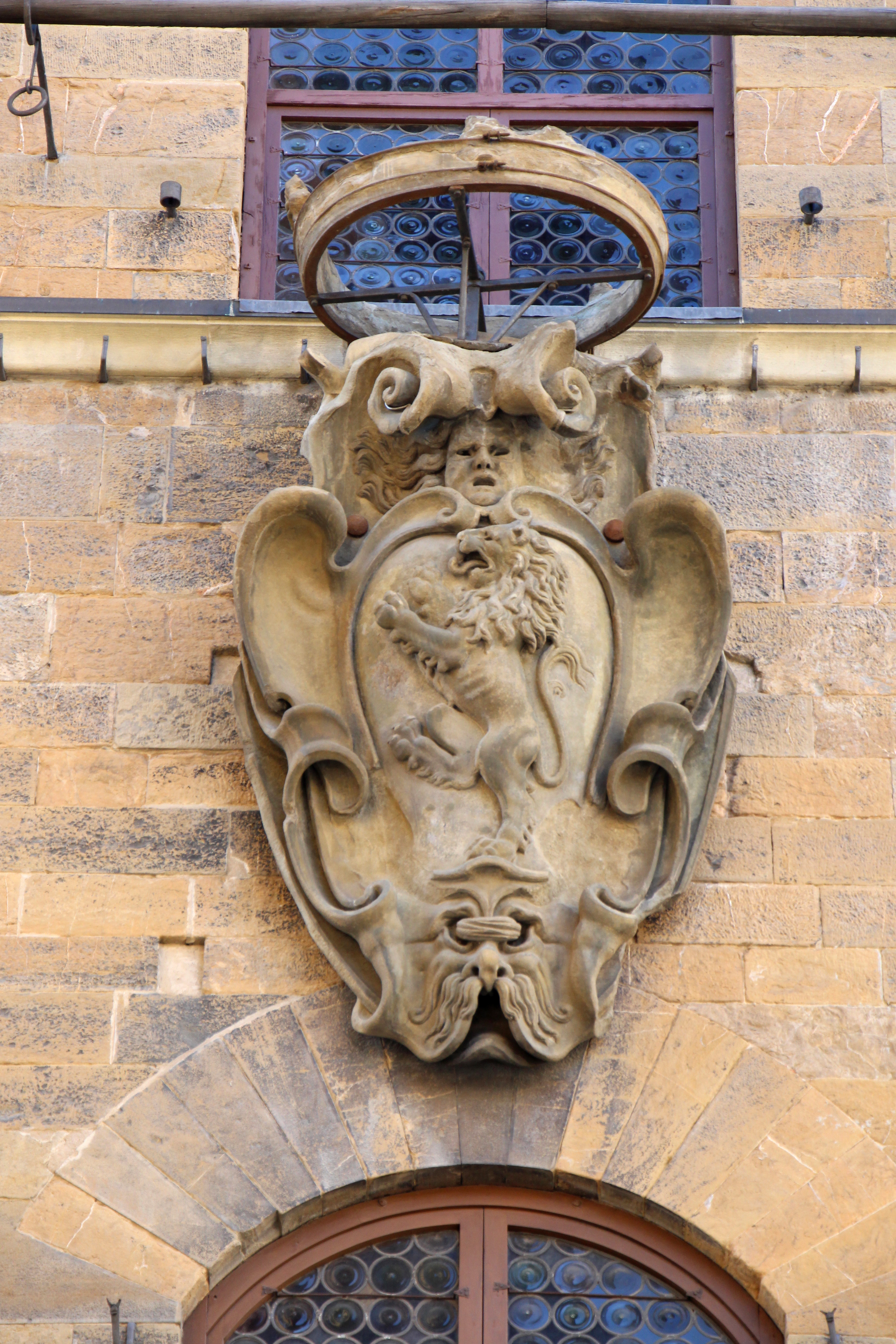
Lo stemma Davanzati in facciata

### Esterno
Il fronte della fabbrica si presenta stretto e alto, segnato al piano terreno bugnato in pietra arenaria da tre ampi fornici, e ai tre piani superiori da cinque assi di finestre centinate ad arco ribassato, che illuminano i saloni e sono sottolineate da cornici marcapiano. In alto è una grande loggia (del Cinquecento) coperta da un tetto molto sporgente. Sempre del Cinquecento è il grande scudo con arme dei Davanzati posto al centro della facciata (già supposto dalla tradizione come quattrocentesco e ricondotto all'arte di Donatello, ma in realtà è chiaramente un'opera manierista, dell'epoca di Bernardo Davanzati). Sulla facciata sono presenti numerosi erri (decorazioni a forma di erre) e altre strutture di ferro probabilmente neomedievali, che in origine avevano varie funzioni strutturali e decorative: per esempio vi si potevano collocare drappi colorati, panni a stendere o gabbie con uccellini. Ai lati delle finestre si vedono ancora i ferri portafiaccole o portabandiere.
Il palazzo non godette di fama architettonica, perché considerato poco armonioso a causa della facciata alta e stretta.

### Interno

#### Piano terra

##### Atrio
Varcata la soglia del portone si accede a un vano che anticamente era la loggia privata della famiglia, aperta sulla strada. Nel tempo qui furono anche tenute delle botteghe, tamponandone le aperture.
È coperta da volte a crociera e divisa in tre campate. Sul soffitto si vedono quattro piombatoi di difesa, aperture con le quali si poteva sorvegliare dal primo piano la loggia e scacciare eventuali aggressori gettando proiettili e liquidi bollenti. Sulla parete frontale si vede dipinto uno stemma dei Corbinelli e altri stemmi dei Davizzi. Frammenti di pitture parietali staccati, del tutto simili a quelli delle stanza del palazzo nelle sale superiori, provengono dalle case dei Davanzati, dei Pilli e dei Lamberti che, un tempo nei vicoli attigui, vennero demolite durante il Risanamento di Firenze. Due lapidi in marmo ricordano i lavori di ripristino dell'epoca di Elia Volpi. Nelle vetrine si trovano alcune memorie fotografiche dell'antico allestimento dell'antiquario e di alcuni suoi colleghi che gli succedettero nella proprietà, e cimeli, come l'antico album delle firme dei visitatori.

##### Cortile

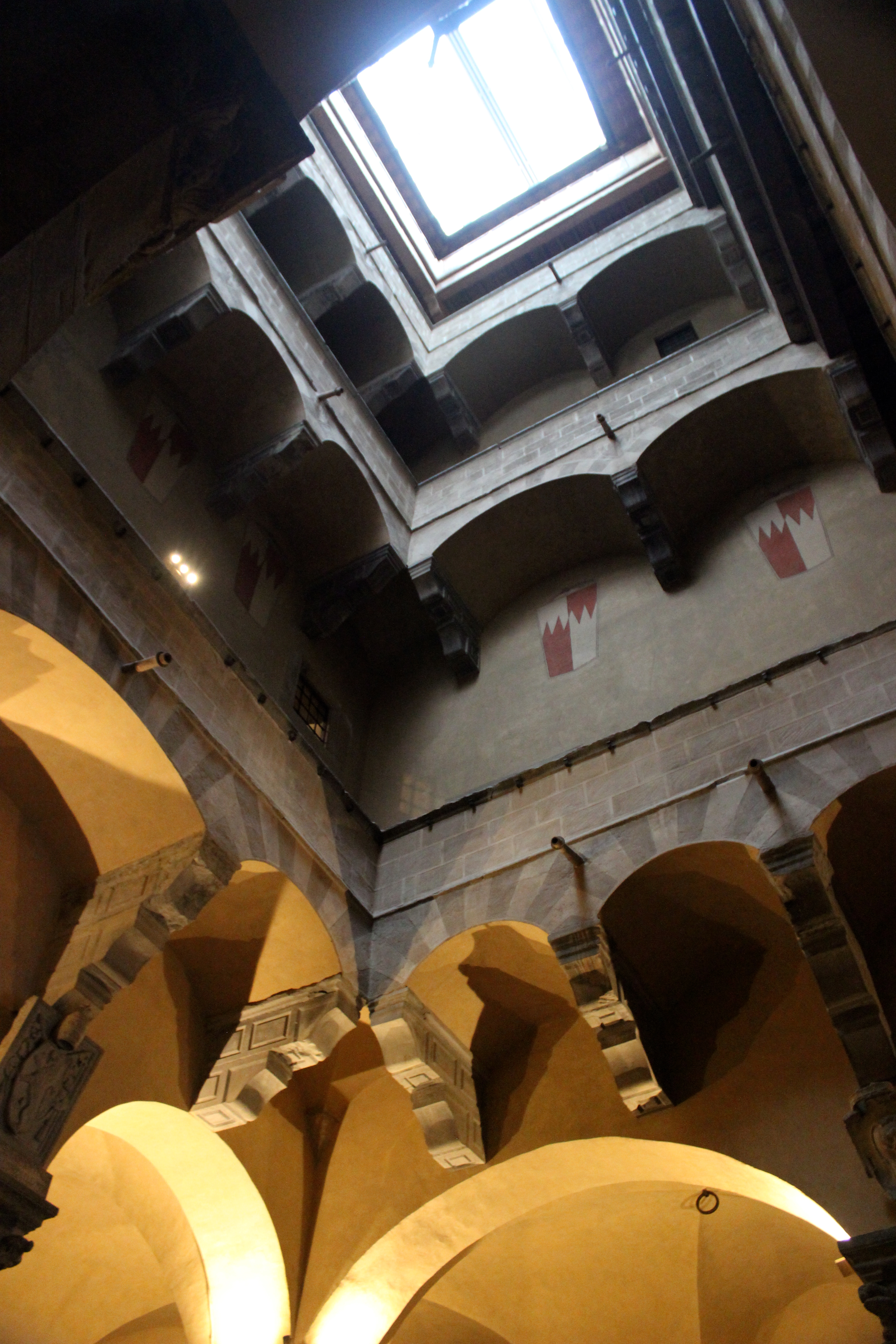
Rampe di scale e ballatoi sul cortile

Il suggestivo cortile è il centro del palazzo, dal quale si vedono scenograficamente i piani soprastanti in un dedalo di scale, passaggi e ballatoi. Il cortile presenta anelli per legare i cavalli e un pozzo a muro privato in un angolo, vero lusso per l'epoca, che, tramite un sistema di carrucole, permetteva di issare l'acqua a tutti i piani dell'edificio. Numerosi gocciolatoi convogliavano l'acqua piovana verso il centro del cortile dove, entro un impluvium leggermente in pendenza, confluiva nella cisterna al piano interrato, che alimentava il pozzo.
Il cortile presenta un portico su due lati composto da archi, volte e pilastri ottagonali con capitelli a fogliame, tranne uno che è scolpito mirabilmente con figure, forse gli esponenti della famiglia Davizzi. Vi si trovano due stemmi dei Davanzati, uno dei quali è quattrocentesco e, proveniente da un'altra dimora demolita, mostra l'arme sormontata dalle insegne papali e un'iscrizione che ricorda la nomina a cavaliere dello Speron d'oro di Giuliano Davanzati nel 1434.
Tre porte munite di cancelli in ferro battuto comunicano coli vicoli che circondano il palazzo: da qui transitavano muli e asini che portavano le provviste conservate nelle cantine.
Nella parte perimetrale si trovano un cassone intagliato (Italia settentrionale, XVII secolo), una cassapanca (Lombardia, fine del XVII secolo) e frammenti di decorazioni parietali da abitazioni del XIV e XV secolo, come Dame e cavalieri in un bosco di artista ignoto riferibile all'ambito del tardo gotico della metà del Quattrocento.  Un albero genealogico di poco successivo al 1676 riassume le parentele della famiglia Davanzati.
Una scala in pietra piuttosto ripida sul lato sinistro, retta da archi rampanti e mensoloni, conduce ai piani, che sporgono su grandi mensole verso il cortile stesso. Accanto alla prima rampa si trova un affresco staccato di Madonna col Bambino di scuola forse umbra della seconda metà del XIII secolo, dalla demolita chiesa di San Salvatore a Mantova.

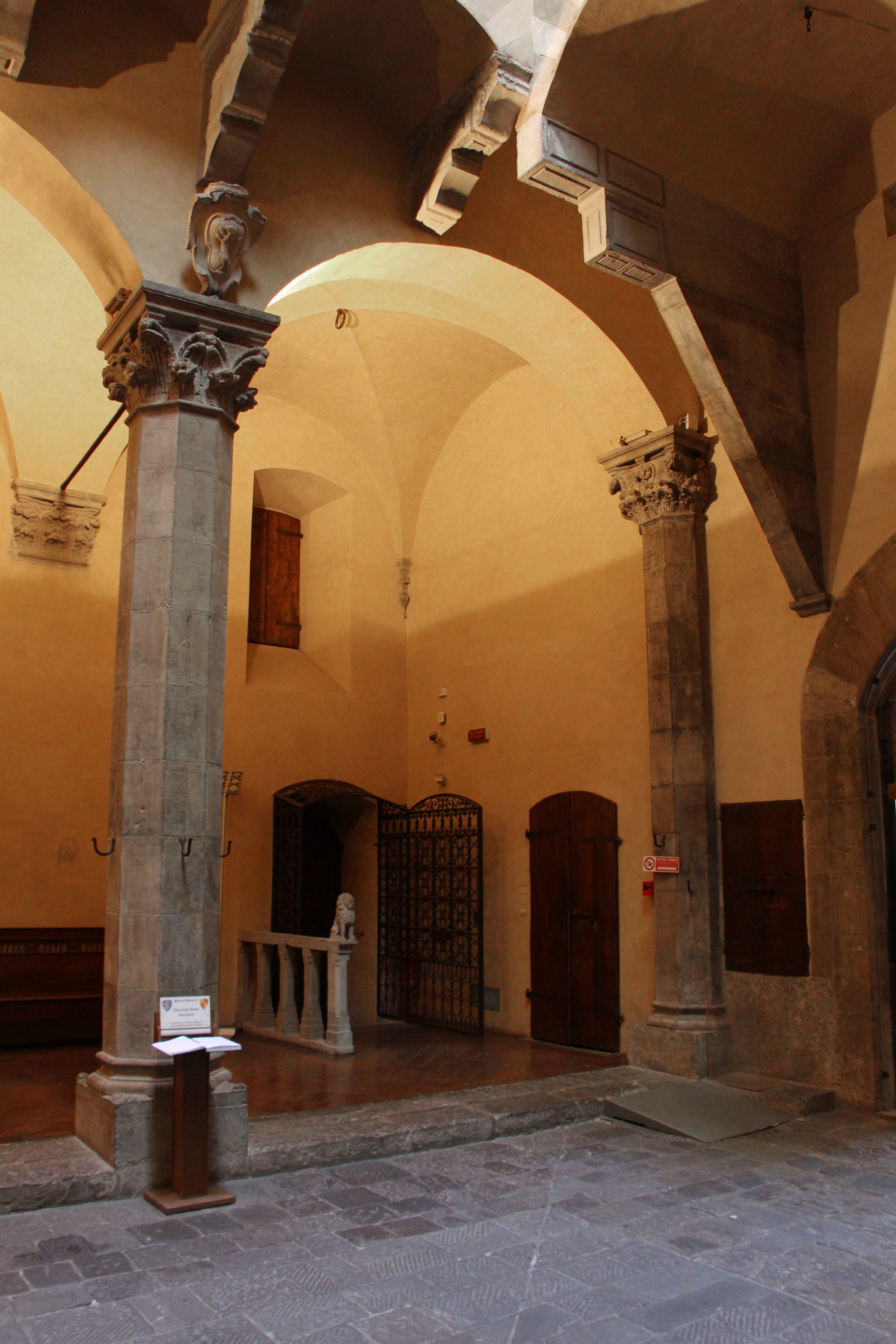
Cortile
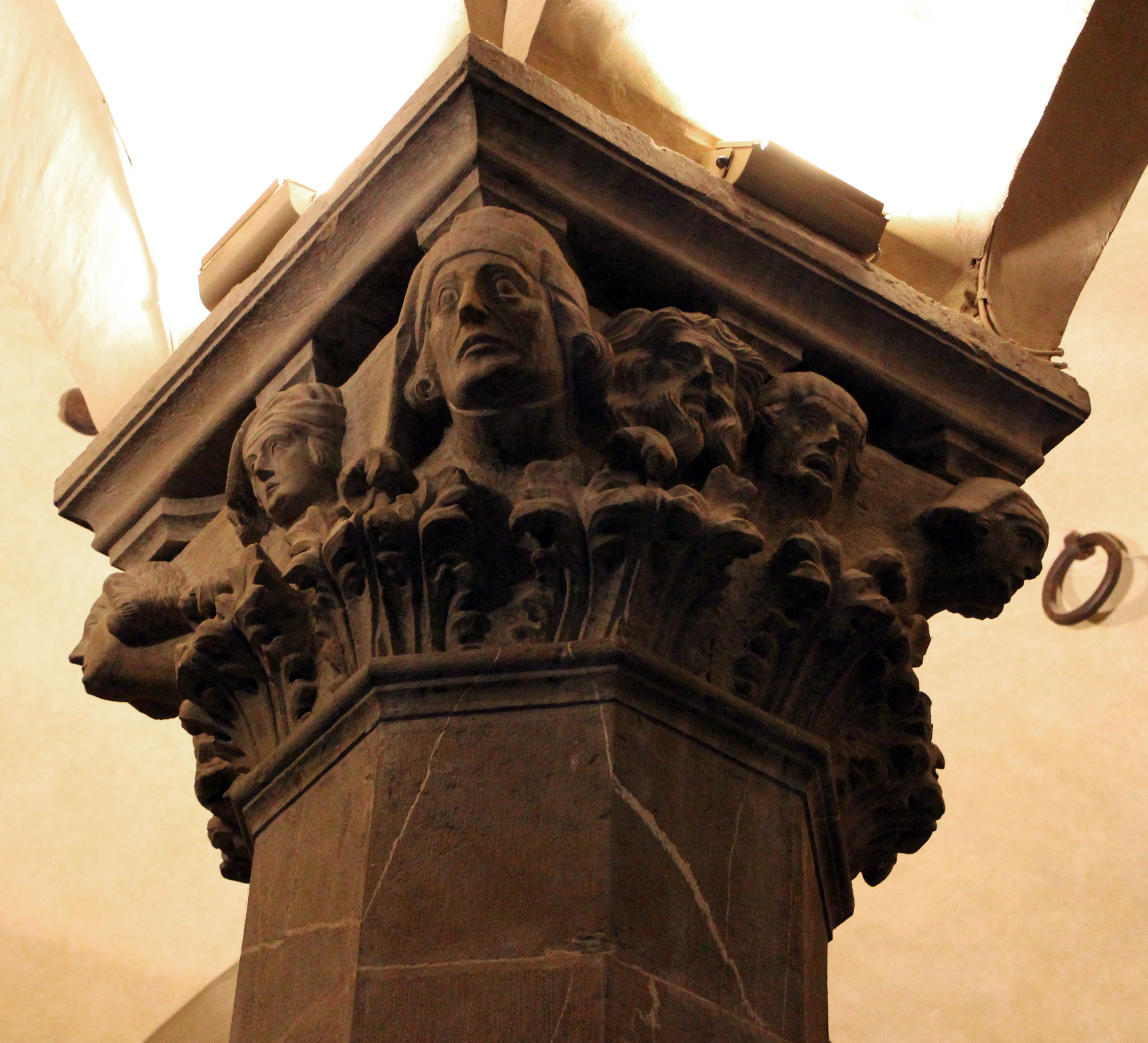
Capitello trecentesco con teste di personaggi, forse ritratti di membri della famiglia Davizzi
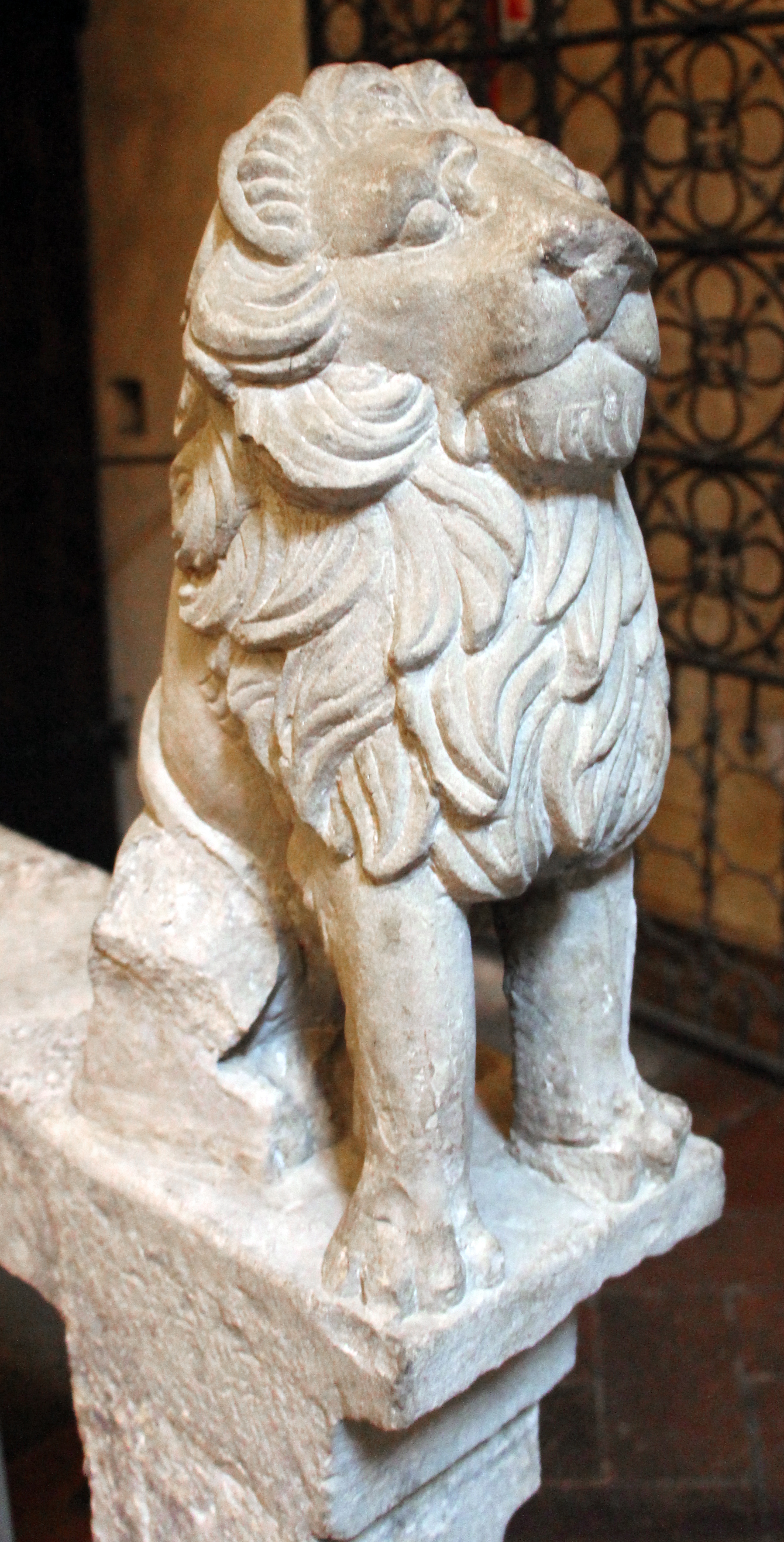
Leoncino trecentesco sulla balaustra della prima rampa di scale
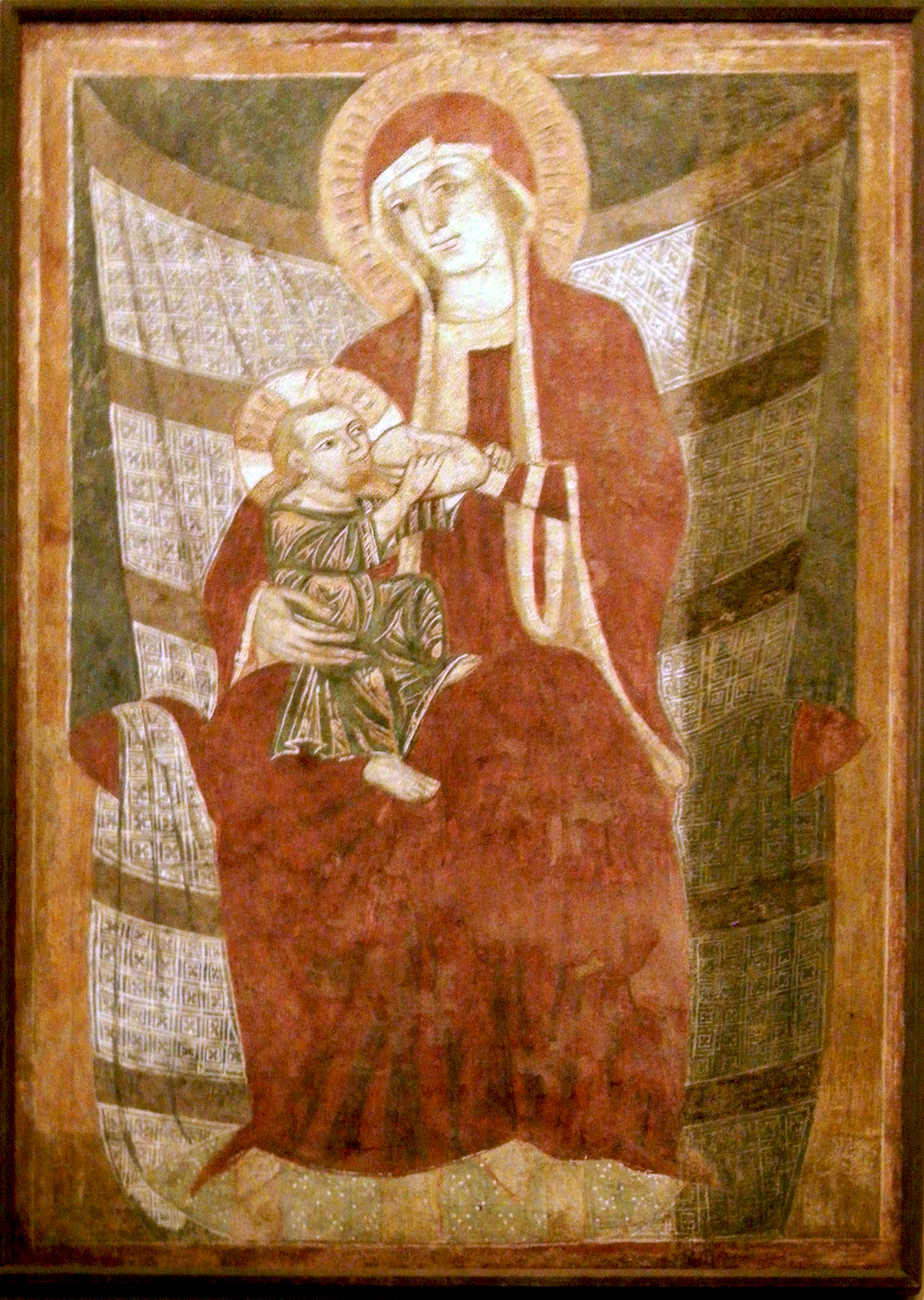
La Madonna duecentesca

#### Primo piano
Il primo piano e i successivi seguono uno schema di distribuzione degli ambienti pressoché identico. Affacciato sulla strada si trova un grande salone rettangolare (a nord, detto anche "sala madornale"), da cui si accede, sul lato opposto, a due ambienti di servizio (est) e a una grande stanza trapezoidale (ovest). Quest'ultima è spesso dotata di "agiamento" (stanza da bagno) in punta e confina con un più piccolo studiolo sul lato sud, che può essere a pure dotato di agiamento, che al secondo piano è in comune con quello della camera. La camera, dotata di accesso indipendente dal ballatoio lungo il cortile, è nell'angolo sud-est, e sporge in pianta creando uno sprone nei vicoli retrostanti: probabilmente questi vani, non in asse col resto della pianta, dovevano far parte di un'antica casa-torre indipendente dei Davizzi, che venne poi inglobata nel palazzo.

##### Salone

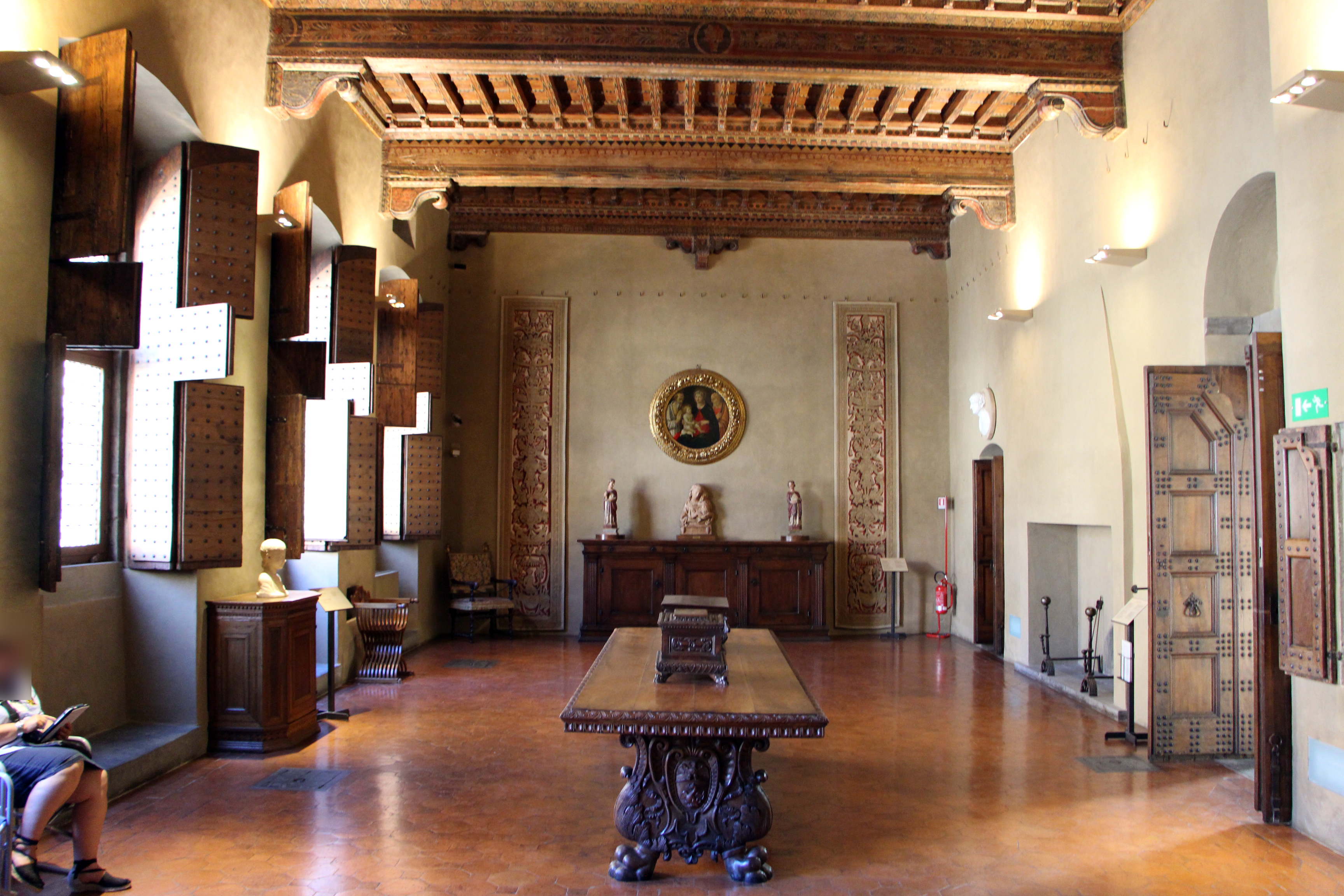
Il salone del primo piano o Sala madornale

Al primo piano si trovano un salone "madornale", che corrisponde alla loggia del pian terreno, una sala da pranzo, uno studiolo e una camera da letto, che corrispondono al portico del cortile.
Il salone principale, dotato di ben cinque finestre e dal soffitto riccamente decorato (originale trecentesco nella prima e seconda campata a destra di chi entra, quattrocentesco nella terza e quarta), mostra alle pareti ganci per drappi e arazzi. Vi sono appesi due arazzi a colonna e una spalliera con grottesche dell'arazzeria fiorentina della prima metà del XVII secolo. Appesi alla parete d'ingresso si trovano tre busti di imperatori romani in terracotta invetriata, opera di Benedetto Buglioni.
Su una credenza toscana quattrocentesca si trovano alcune sculture, come una Madonna del libro di scuola ferrarese (1450 circa), una Madonna della Misericordia con stemmi Serragli attribuita a Marco della Robbia e proveniente dal Carmine (1528), un altarolo dipinto di scuola fiorentina del 1450-1475 circa, una statuetta di santo papa di scuola lombarda (forse dei fratelli De Donati) del 1490-1510 circa.
Alla parete lungo la strada due seggioloni in noce di fattura italiana del 1650 circa, e un armadino intarsiato a motivi geometrici (bottega fiorentina del XV secolo), che è sormontato da un Busto di fanciullo in marmo, attribuito a Antonio Rossellino.
Al centro della sala, su un tavolo in noce fiorentino del XVI secolo, vi sono due cofanetti nello stesso materiali e coevi per datazione e fattura. Sulla parete destra una coppia di arazzi a colonna di fattura medicea del 1550-1600 circa, e un armadio toscano a tre sportelli (XVI secolo), su cui sono collocati due angeli portacero di fattura senese e la Madonna col Bambino in stucco e gesso, attribuita alla bottega di Lorenzo Ghiberti. Il tondo con la Madonna col Bambino e due santi è di fattura toscana e databile al 1475-1500 circa.
Nel salone si trovano inoltre una Madonna in trono col Bambino in legno policromo (scuola umbra, metà del XIII secolo).

##### Sale dei merletti e dei ricami
Nella prima sala attigua al salone si trova esposta la collezione di merletti ad ago ed a fuselli di fattura europea, oltre ai ricami, il tutto databile tra il XVI e il XX secolo. Interessante è la raccolta di imparaticci, cioè quei pezzi dai motivi più fantasiosi usati come esercizio per apprendere l'arte del ricamo. Dopo il 2014 tutta questa collezione è stata riallestita al terzo piano, e questa saletta destinata a deposito.

##### Sala dei Pappagalli

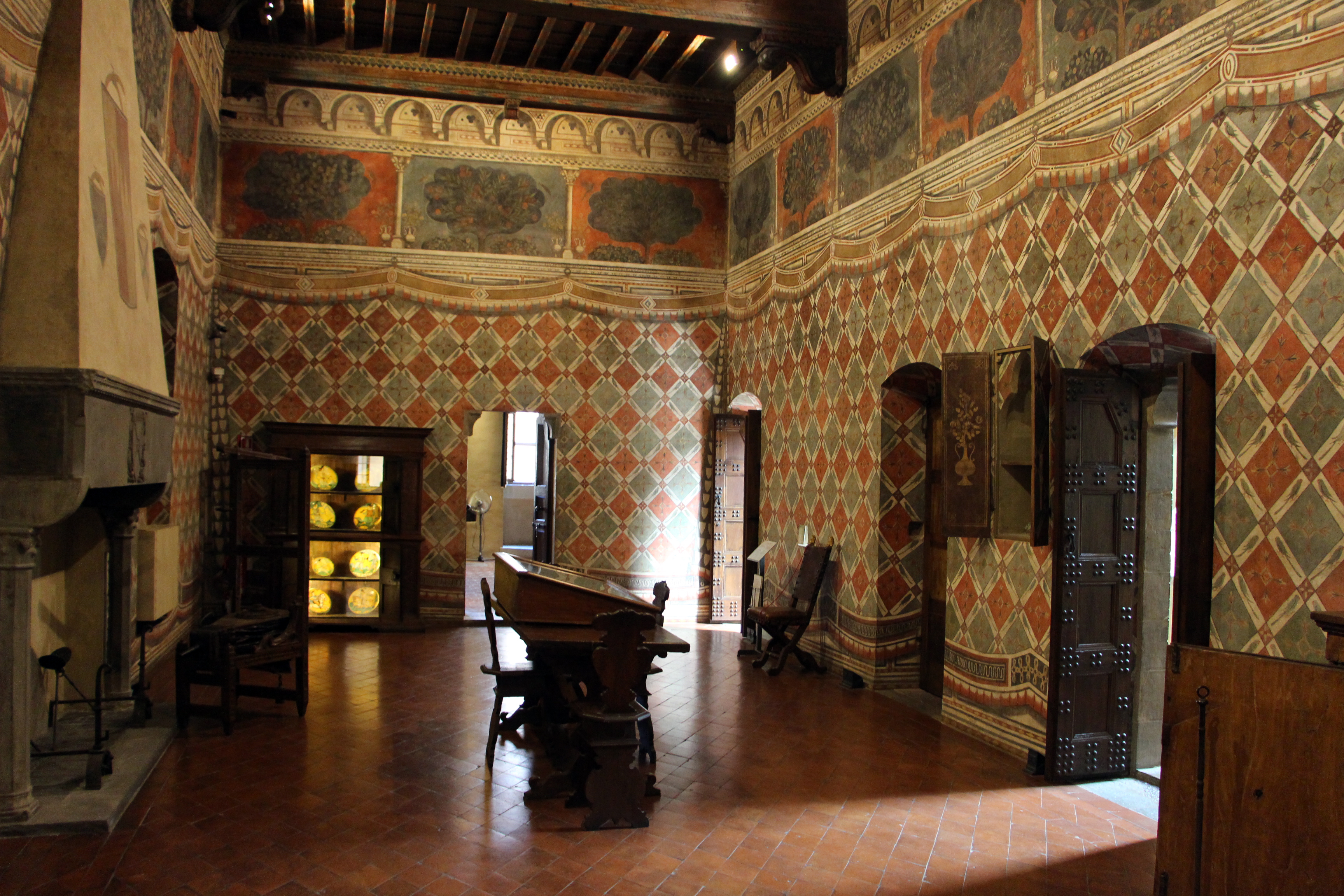
Sala dei Pappagalli

L'ambiente più celebre del palazzo è quella che forse era una sala da pranzo, coperta di affreschi tardo-trecenteschi restaurati che imitano drapperie e arazzi, con il motivo ornamentale di pappagalli, da cui il nome di Sala dei Pappagalli. Nel registro superiore sono dipinti alberi e colonnine.
La credenza di destra e le vetrinette a muro ospitano una collezione di suppellettili di ceramica: bacinelle brocche e ciotoline con decorazione arcaica del XIV e XV secolo di fattura fiorentina, umbra e laziale; nella credenza alta esemplari della maiolica di Montelupo del XVII secolo. Davanti al camino a muro si trova un mantice seicentesco di produzione italiana. L'"armario" è di fattura bolognese della prima metà del Quattrocento e sopra di esso è appeso un tondo con la Madonna col Bambino e santi, dipinto di scuola fiorentina della fine del XVI secolo. Il bassorilievo con l Madonna col Bambino in stucco è invece opera della scuola di Desiderio da Settignano.
Completano l'arredo le sedie a fratina, una credenza del XVI secolo di bottega toscana e vari oggetti: un cofanetto con tiranti in ferro (arte italiana del XVI secolo),  e due ferri da cialda nel caminetto.

##### Studiolo
Il vicino studiolo contiene varie opere pittoriche: due tavole dello Scheggia con i Triumviri che interrogano l'oracolo e la Storia di Susanna; le Storie di Andromeda e altre spalliere del Maestro di Serumido e di Antonio di Donnino del Mazziere, che copiano, semplificando, dipinti di Piero di Cosimo; un Ritratto di scultore di scuola toscana del XVI secolo.
Il mobile contiene una terracotta della Madonna annunciata di Antonio Rizzo, opera eseguita per l'orfanotrofio di Ferrara. L'armadio da scrittoio è di bottega fiorentina del XVI secolo, lo stipo di fattura veneta dell'inizio del XVI secolo e la cassaforte in ferro è lombarda della seconda metà del XVI secolo.
Al centro della sala un monetiere fiorentino del XVI secolo e un bronzetto della Venere Medici attribuito a Massimiliano Soldani Benzi.

##### Sala dei Pavoni

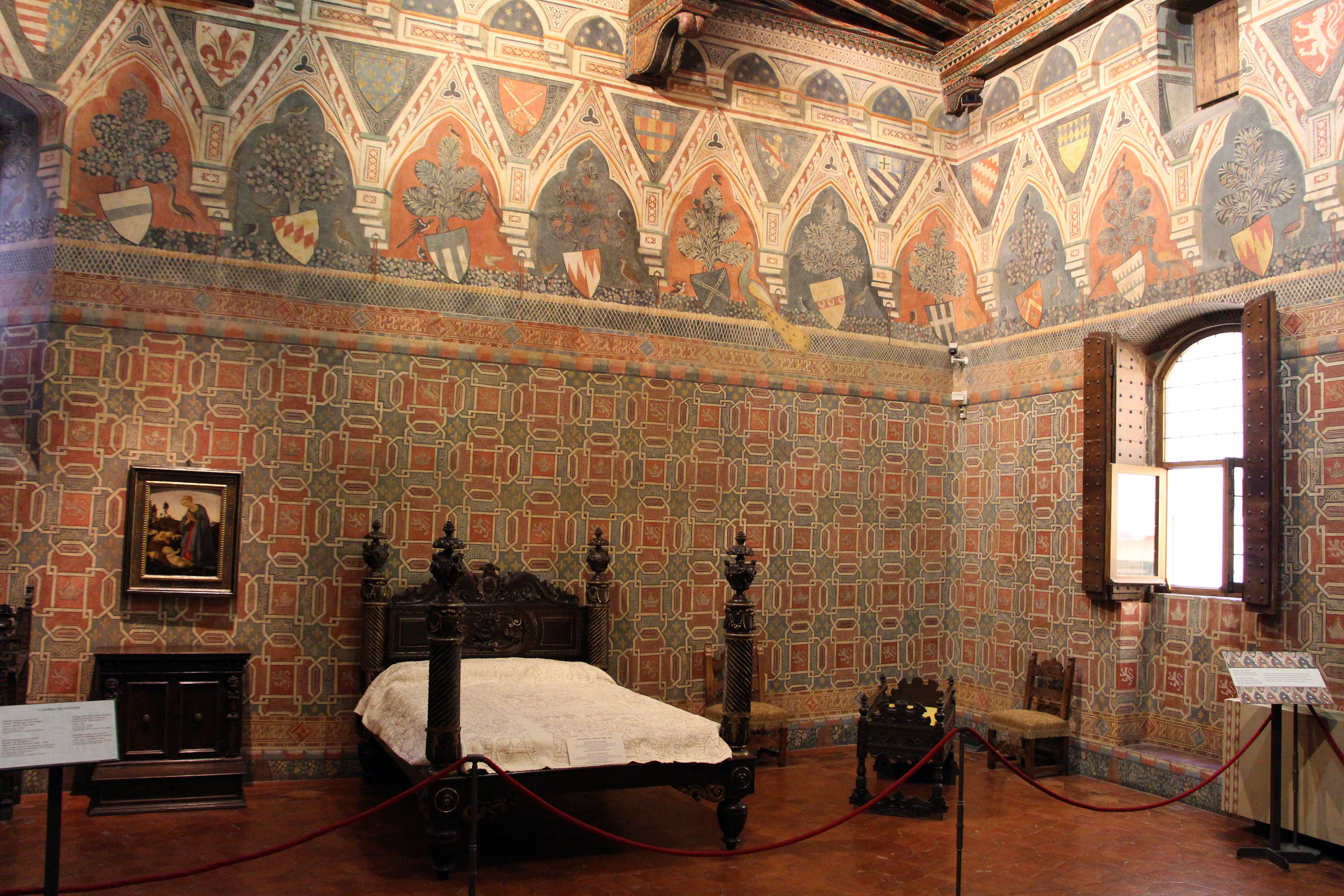
Sala dei Pavoni. Sul letto è esposta la copia della Coperta Guicciardini

Attraverso uno stretto corridoio si arriva alla camera nuziale, detta anche "sala dei Pavoni" dagli affreschi sulle pareti, con una finta tappezzeria a motivi geometrici (con leoni, corone e gigli di Francia) e una fila di stemmi di famiglie alleate ai Davizzi tra pavoni e altre figure.
Il letto "alla genovese" venne prodotto in Toscana nella seconda metà del Cinquecento, mentre la culla è lombarda, della XVII secolo. L'inginocchiatoio infine è di fattura toscana del XVI secolo. Vi si trova il dipinto devozionale domestico, un trittico con l'Incoronazione della Vergine al centro, Tobiolo e l'angelo e San Paolo e l'Annunciazione negli scomparti, attribuito a Neri di Bicci, che incorniciano una Madonna col Bambino in terracotta della scuola di Desiderio da Settignano.

#### Secondo piano

##### Salone

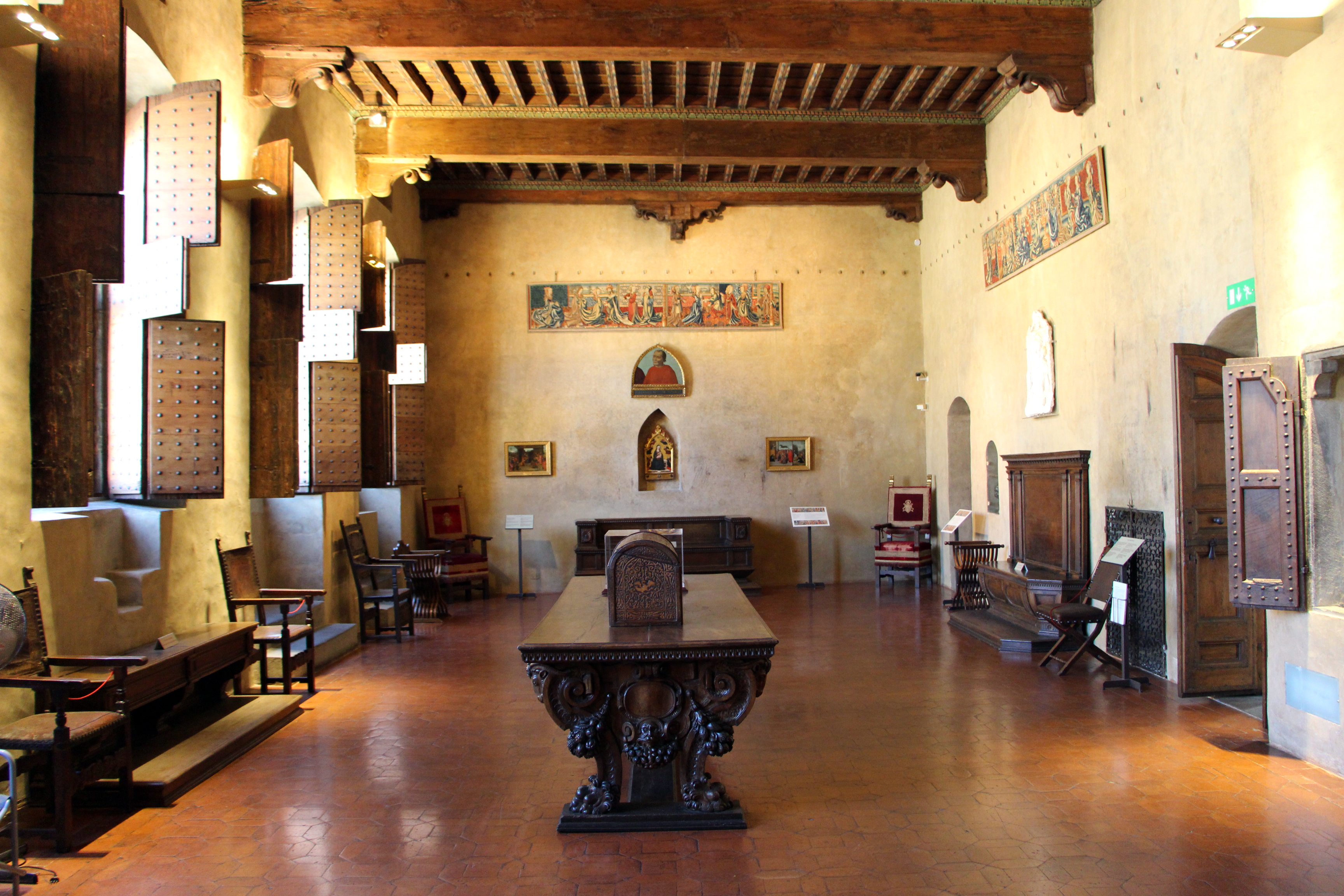
Il salone del secondo piano

Il salone, analogo a quello del piano inferiore, ha alle pareti quattro arazzi fiamminghi con Storie di David e Betsabea (XV secolo), una Madonna in stucco di Gregorio di Lorenzo (1470 circa), bronzetti dei secoli XV e XVI, un dipinto col ritratto di Giovanni di Bicci de' Medici attribuibile a Zanobi Strozzi, una Madonna del Latte di Bicci di Lorenzo (bottega, 1420-30 circa), una Madonna col Bambino della bottega di Jacopo di Cione e due tavole del Maestro di Marradi, forse da una predella. In una nicchia nella parete tre piatti istoriati in ceramica di Urbino (XVI secolo).
Tra i mobili spicca una cassapanca con spalliera (Firenze, seconda metà del XVI secolo), il tavolo cinquecentesco con restauri del XX secolo, su cui spicca un cofano veneto della seconda metà del XVI secolo con decori all'orientale, e un esemplare simile di dimensioni più piccole. Sopra la credenza toscana del XVI secolo (rimaneggiata nell'Ottocento), un trittichetto in legno con l'Incoronazione della Vergine (1390-1410 circa), un busto di monaca (arte fiorentina dell'inizio del XVI secolo), e un piccolo crocifisso sagomato e dipinto attribuito a Jacopo del Sellaio. Sulla parete con le porte un'Adorazione del Bambino fiorentina del secondo Quattrocento, un rilievo ligneo lombardo-piemontese con San Giovanni Battista e una cassetta-reliquiario toscana cinque-seicentesca, rimaneggiata nel XIX secolo.

##### Sala da giorno

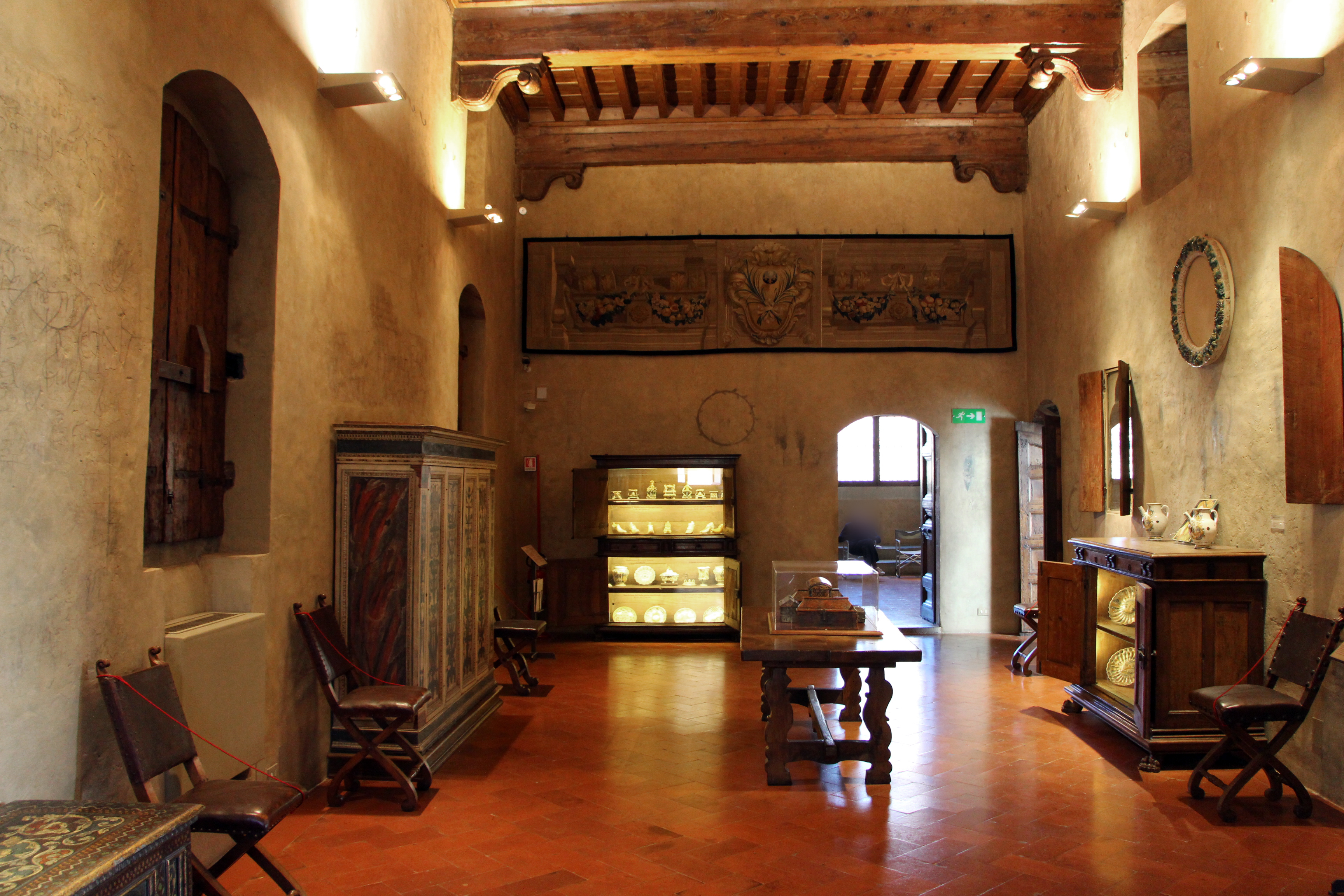
La sala da giorno

La sala da pranzo conserva vari esemplari di terracotta smaltata di diverse manifatture italiane, tra cui una collezione di saliere del XVIII secolo, sette scaldamani a scarpetta settecenteschi delle manifatture di Ariano o di Cerreto, una collezione di piatti in maiolica di Castelli, di Orvieto e di Viterbo. Un "armario" (mobile a sportelli per contenere armi) di scuola senese (forse manomesso nell'Ottocento) ha sportelli dipinti dall'allievo del Sodoma Bartolomeo di David (1530 circa). Qui una cassapanca dipinta è del XVI secolo con rimaneggiamenti, e la placca con Fuga in Egitto tra santa Caterina da Siena e lo stemma Alberti di scuola senese del 1550-1600 circa. La tavola col Cristo benedicente è di Mariotto di Nardo (1400-1410 circa), e la tavoletta con la Cattura di Cristo è della scuola di Sandro Botticelli.
Completano l'arredo un tavolo in noce del XX secolo in stile antico, su cui è disposta una raccolta di cofanetti medievali e rinascimentali di fattura francese e italiana. La Ghirlanda di fiori e frutta è della bottega di Benedetto Buglioni, il cassone in cedro con intagli e decorazioni a china è dell'Italia settentrionale del 1550-1600 circa, il dipinto di San Giuseppe che ordina la ricerca della coppa è attribuito a Francesco Granacci, il rilievo in marmo di cherubino a Leonardo de' Vegni (1770-80 circa) e l'arazzo con l'Allegoria della Fortezza è di fattura fiorentina (Pietro Févère, 1654).

##### Secondo studiolo

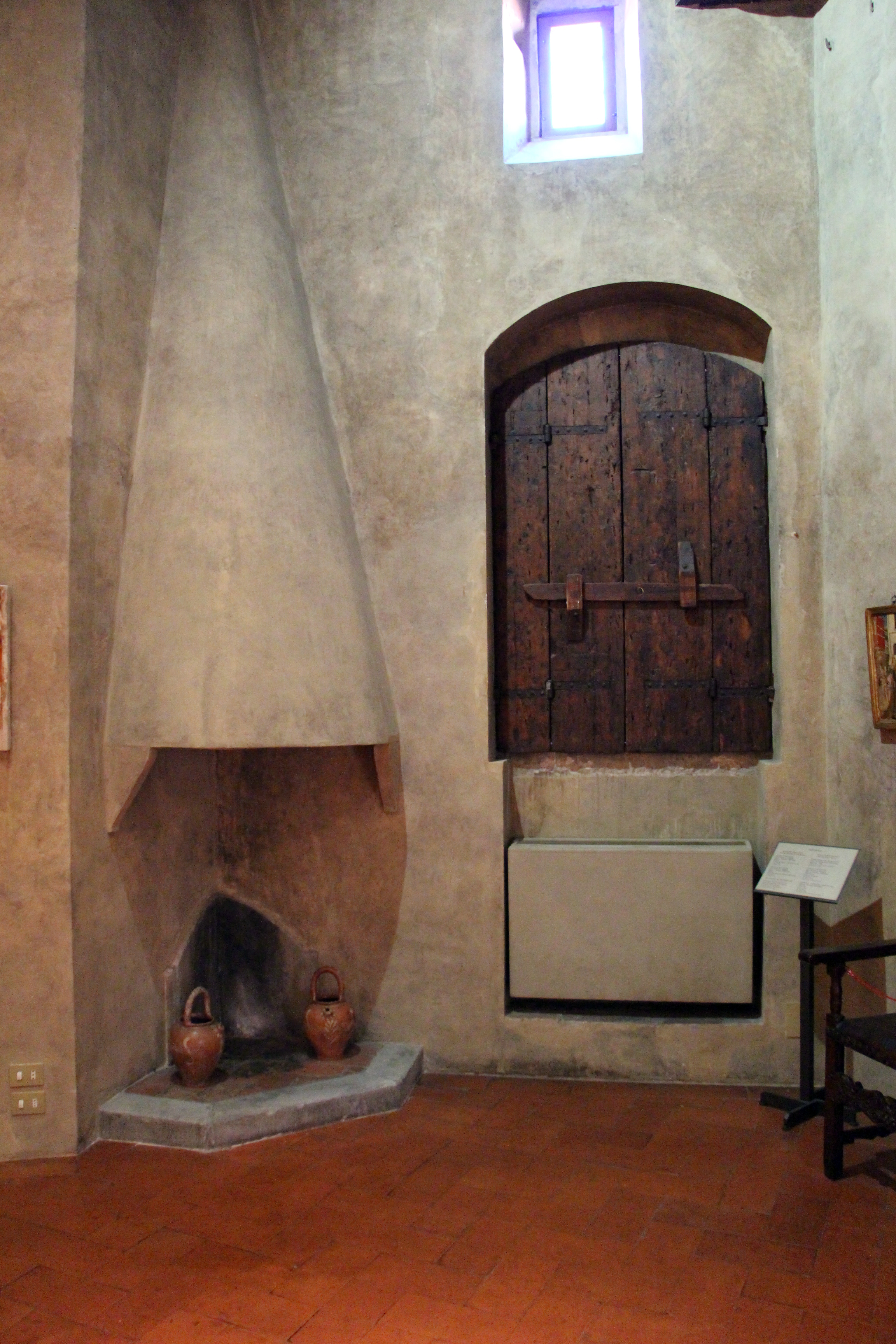
Lo studiolo del secondo piano

Lo studiolo del secondo piano è analogo a quello del primo come dimensioni. Vi si trovano due casse da corredo (bottega lombarda e bottega dell'Italia settentrionale della fine del XV secolo), un "lettuccio" di bottega tosco-umbra dei secoli XV-XVI secolo con intarsi (restaurato nel XIX secolo) e quattro tavole semicircolare dipinte dallo Scheggia, con alcuni Trionfi del Petrarca: Trionfo dell'Amore, della Morte, della Fama e dell'Eternità, oltre alla tavola con le Storie di Susanna.
Altre opere sono: il tabernacolo con Santo Stefano è opera di Spinello Aretino; un bronzetto di Venere e Cupido della bottega di Tiziano Aspetti (1590-1600 circa); un Profilo di giovinetto in marmo di scuola fiorentina (1450-1500 circa) e un Santo di scuola lombarda del XV secolo. In una cornice della fine del XV-inizio del XVI secolo si trova la Trinità con i santi Domenico e Girolamo della scuola di Jacopo del Sellaio;. L'Iniziazione di Icaro è forse un'opera giovanile di Andrea del Sarto.

##### Camera della Castellana di Vergy

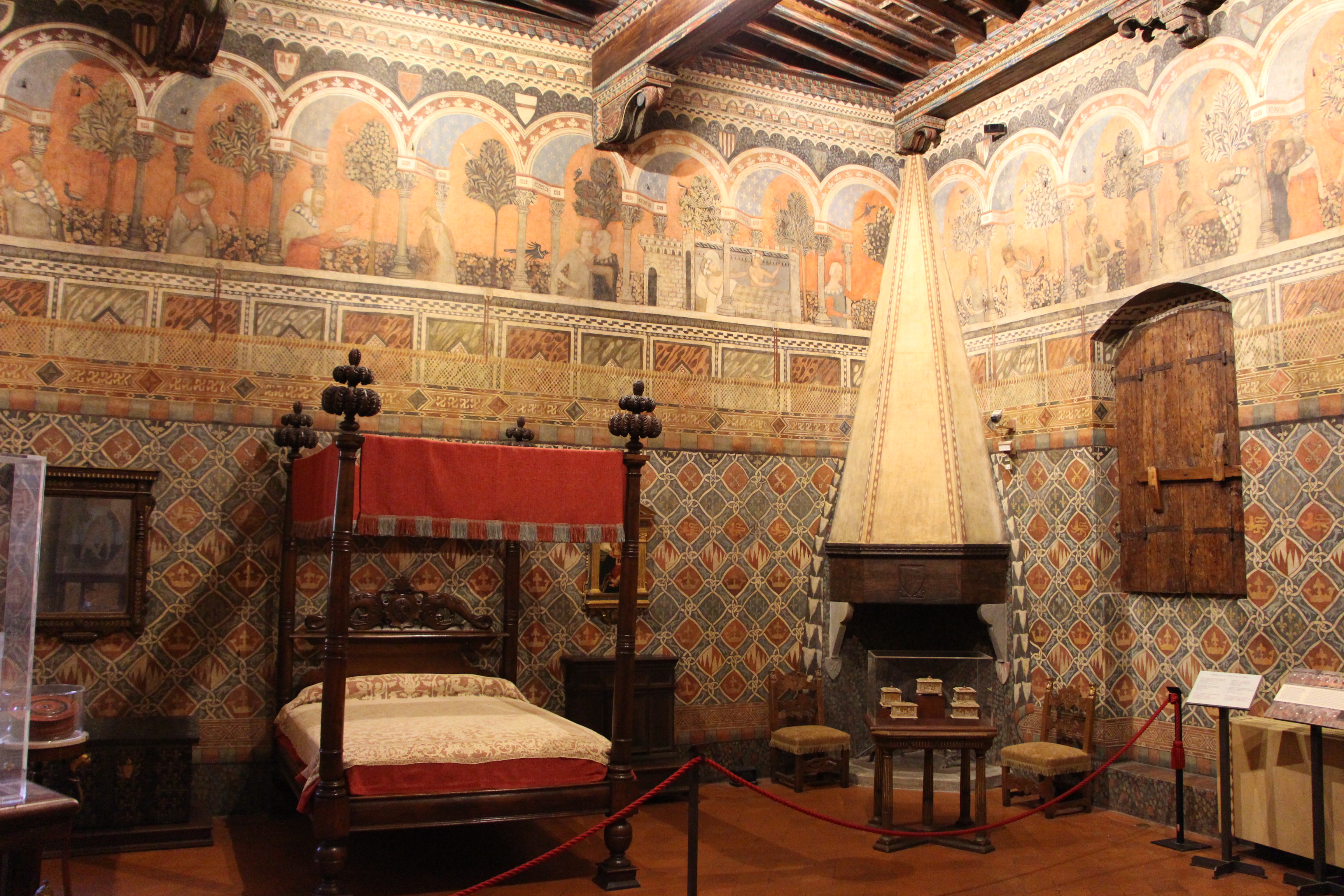
La camera da letto

Al secondo piano, la camera da letto è l'unico ambiente che conserva la decorazione di affreschi (le altre sono pitture murali). In una fascia figurata si trova una serie di storie amorose, di avventura e di morte, tratte dalla leggenda medievale della Castellana di Vergi.
Nel 2007 è stato restaurato l'intero salone. I dipinti murali eseguiti principalmente su un unico intonaco alquanto levigato (non si riscontrano giornate di esecuzione), presentano un disegno a pennello a base di terra rossa, ocra e verdaccio a fresco, mentre la pittura vera e propria è stata realizzata con l'uso di tempere all'uovo e l'impiego di pigmenti a base di minio, biacca, terra verde, gesso, vermiglione e azzurrite, usati puri o mischiati fra di loro.
Per quanto riguarda gli arredi, il letto con colonne è di bottega toscana (XVI secolo con integrazioni del XIX secolo) e vi si trovano anche una culla (Italia meridionale, XVIII secolo), un inginocchiatoio (Toscana, XVII secolo), un cassoncino intagliato (Toscana, fine del XVI secolo), un cofano dipinto con scene del Giudizio di Paride (Firenze, 1425-1450 circa) e un forziere (bottega senese della prima metà del Trecento). Una nicchia nel muro conserva una Crocifissione di scuola fiorentina della prima metà del Trecento.
Il desco da parto dipinto, situato poco sopra, viene attribuita la Maestro del Cassone Adimari, verosimilmente lo Scheggia (il fratello di Masaccio), e rappresenta il Gioco del civettino. Un gruppo di cofanetti decorati a pastiglia in una vetrina risalgono alla seconda metà del XV secolo e sono di produzione ferrarese o padovana.
Sul letto (Italia centrale XVI secolo) una rara coperta italiana a filet del XIX secolo. La tavola con la Madonna del parto è attribuita a Rossello di Jacopo Franchi.

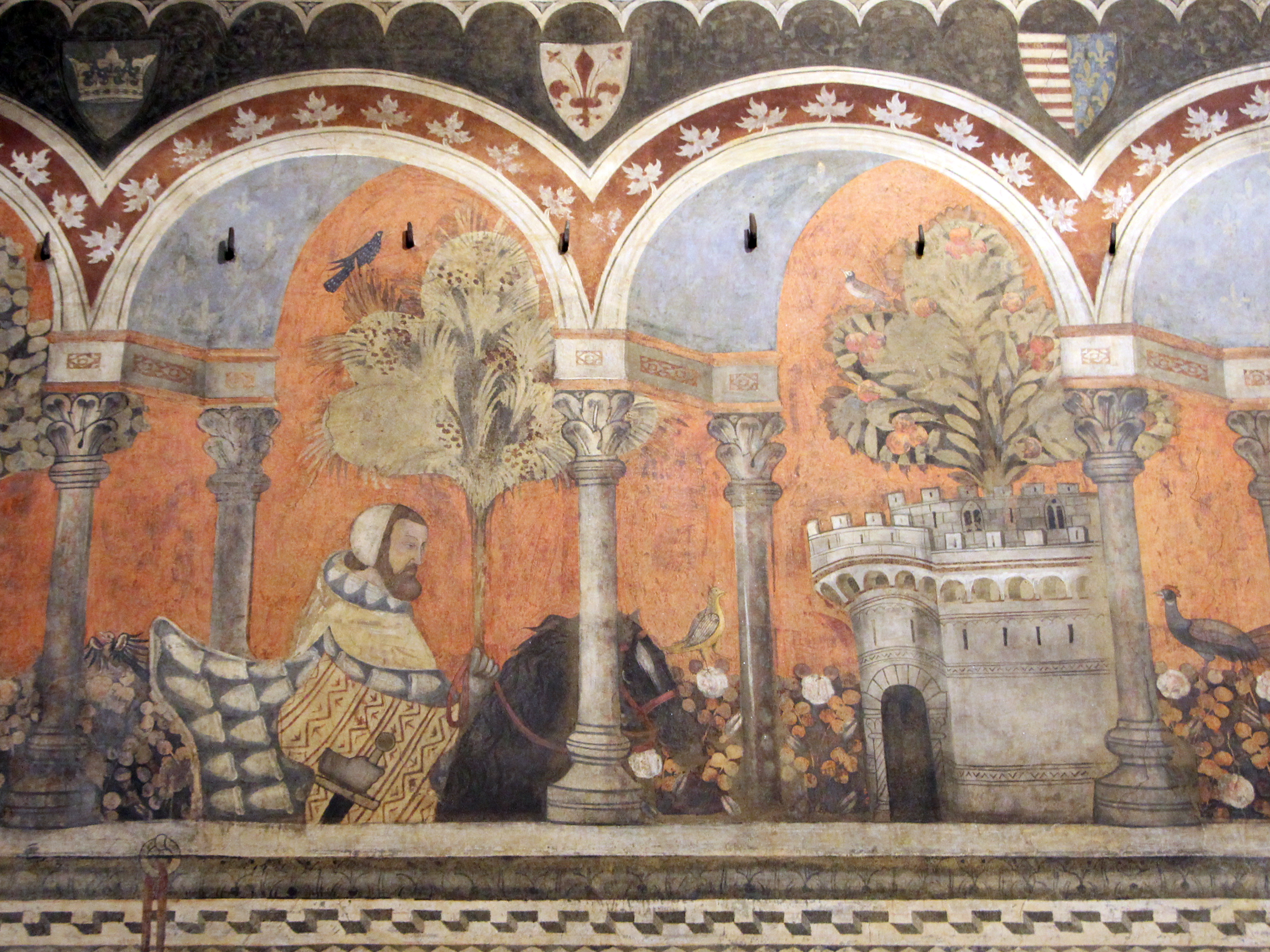
Storie della Castellana di Vergi
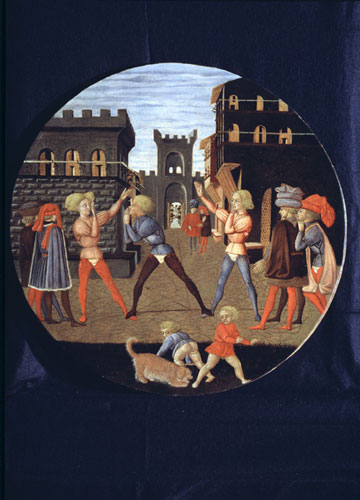
Il desco da parto col gioco del civettino, lo Scheggia

#### Terzo piano

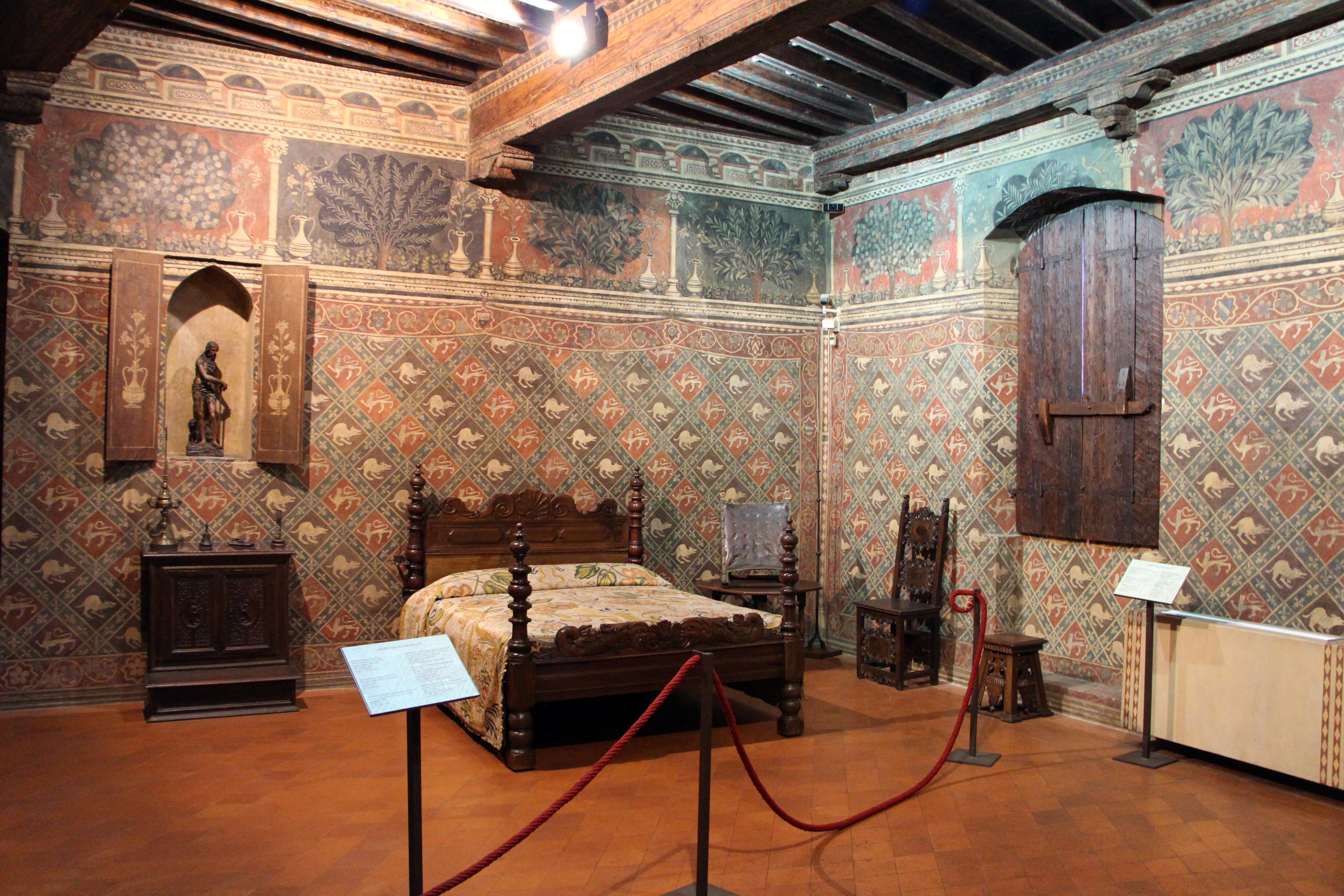
La camera delle Impannate

Al terzo piano si trova la Camera delle Impannate, con le pareti dipinte con un fregio di un verziere con vasi. Il letto è antico, del XVI secolo, con elementi dei secoli XVII e XIX; la coperta ricamata è di manifattura siciliana del XIX secolo.  Conserva un cassone toscano della prima metà del XV secolo, uno specchio cinquecentesco rimaneggiato nell'Ottocento, una torciera in ferro battuto (forse XIV secolo), una culla settecentesca, due sedie nane del Seicento, un inginocchiatoio del XVII secolo; nel camino alari e attrezzi in ferro dei secoli XVII e XIX. Nelle nicchie sulle pareti un manichino processionale di bottega senese dell'inizio del XVI secolo e un Sant'Onofrio in terracotta dipinta riferito, dopo il restauro, all'ambito di Jacopo Sansovino. Una vetrinetta ha cuscini e pantofole antiche; la Madonna col Bambino in stucco deriva da un prototipo di Benedetto da Maiano.
All'ultimo piano si trovava poi la cucina, posta in alto per evitare di impregnare la casa di fumi e vapori ed anche per consentire una rapida fuga in caso di incendi. Oggi è arredata con un armadino dell'Italia del Nord (seconda metà del XVI secolo), un tavolo di bottega toscana (fine del XVI secolo) e vari utensili antichi e strumenti da lavoro femminili: impastatoio, girarrosto, spremiagrumi, lumi, telai, ferro per stirare, rocca per filare, ecc.
La stanza attigua, che corrisponde ai saloni nei piani inferiori, già conservava conserva un forziere di bottega senese del XIV secolo e alcuni pannelli didattici sulla vita quotidiana nel Trecento; dopo il 2020 è stata allestita per ospitare le ricche collezioni tessili, in vetrine e cassettiere.

## Bibliografia

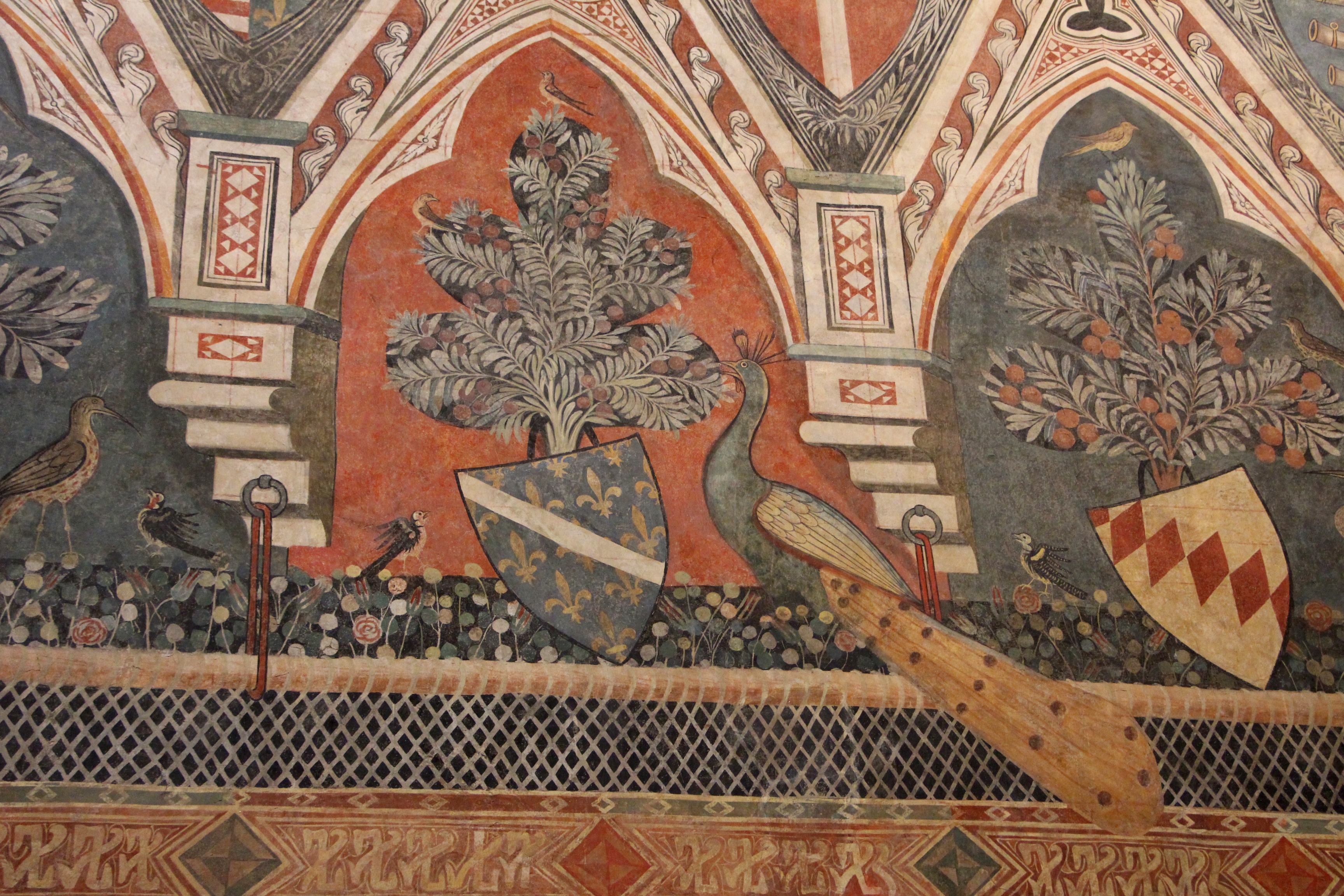
Decorazioni della sala dei Pavoni

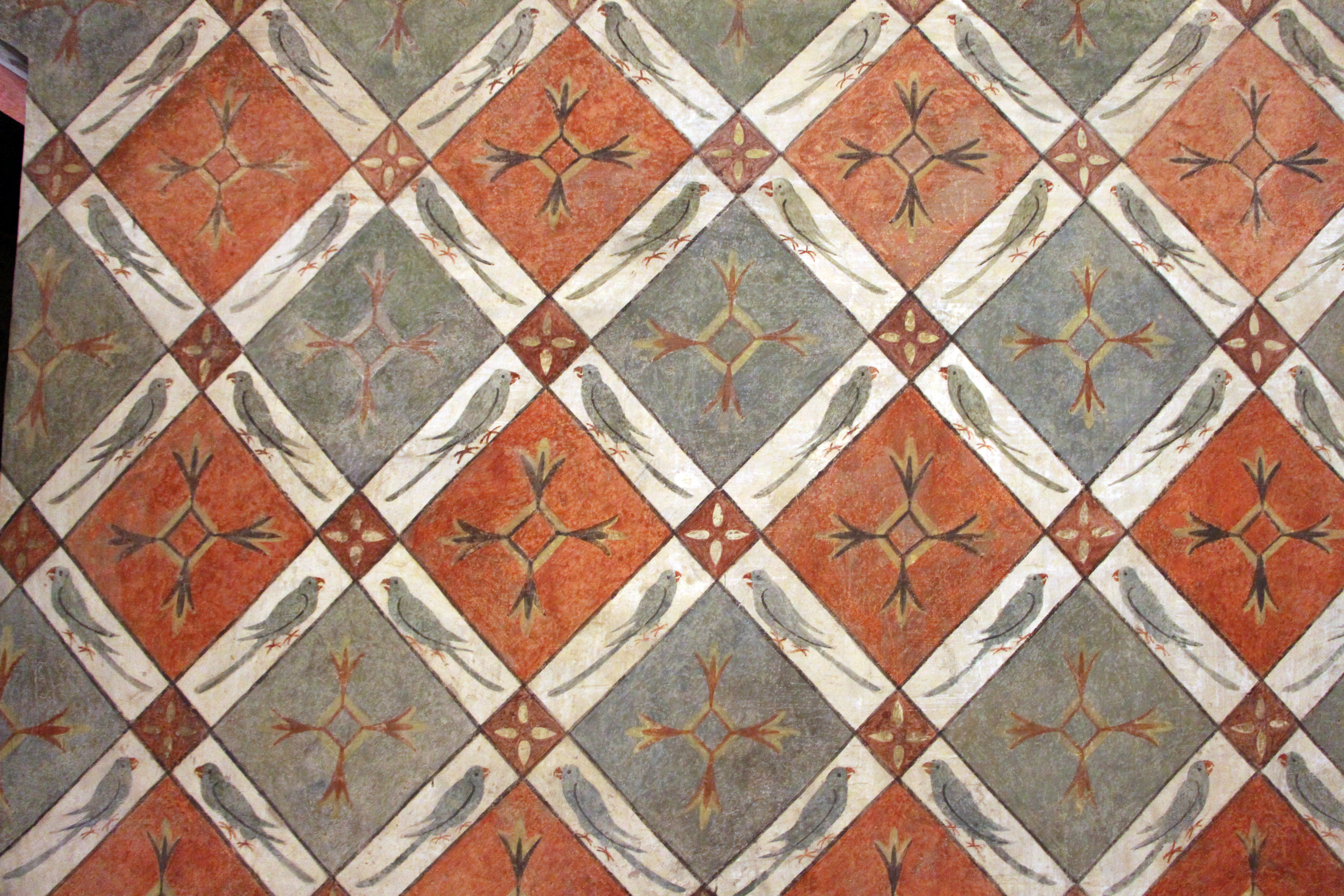
Decorazioni della sala dei Pappagalli

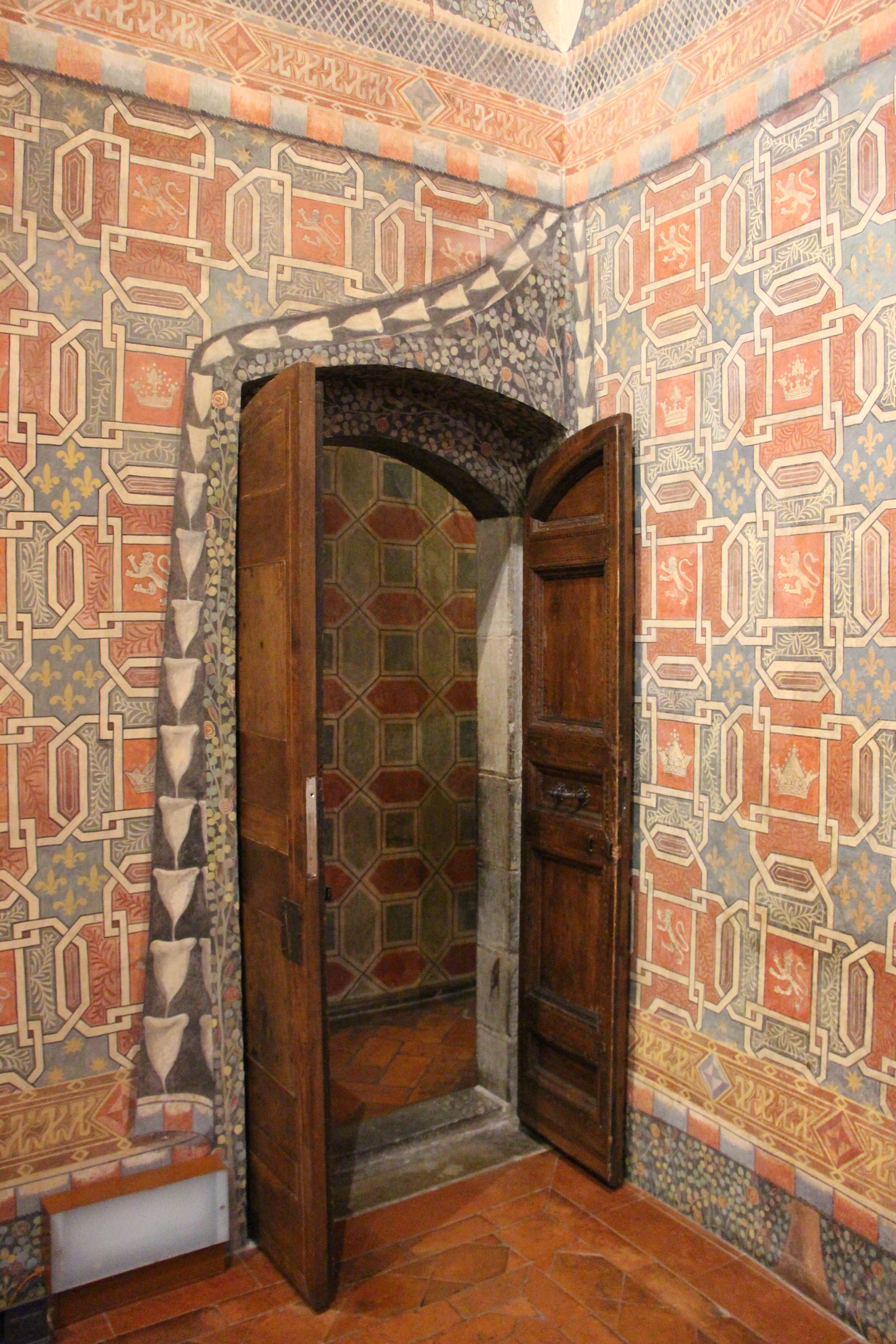
Porta nella sala dei Pappagalli

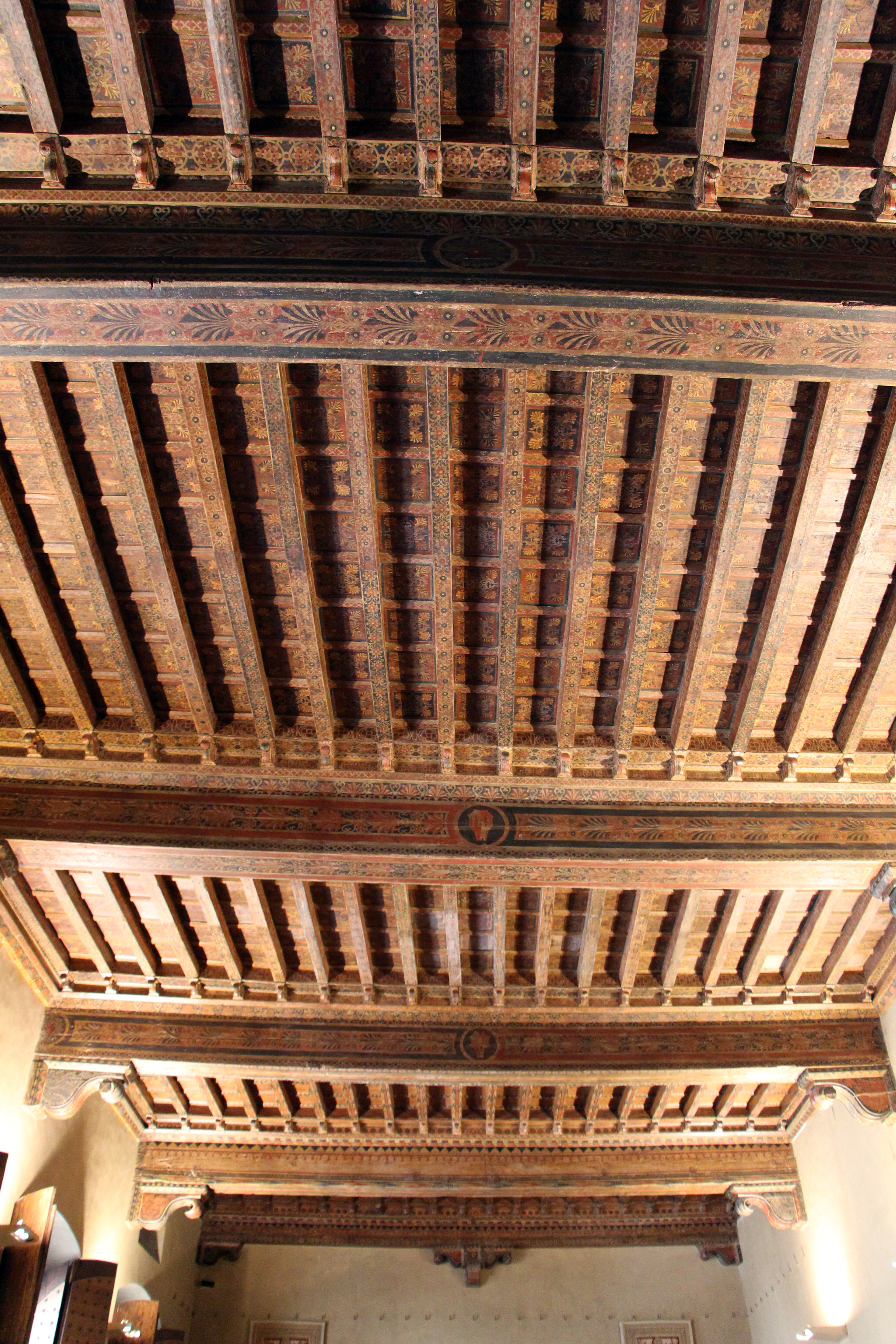
Soffitto a travi nel salone del primo piano

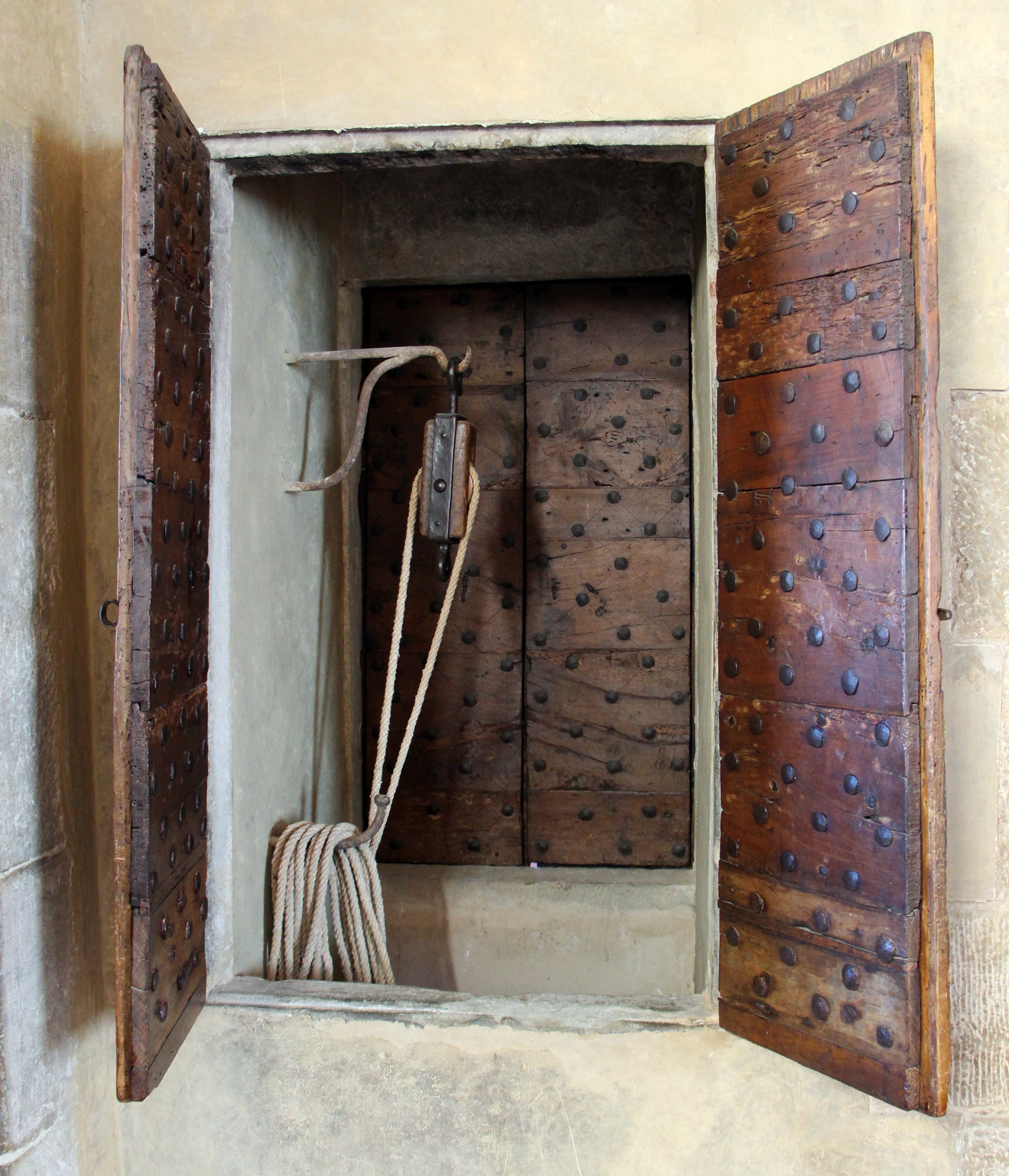
Carrucola del pozzo che serve i piani